# Aleksandr Dmitrijev
Aleksandr Dmitrijev, född 18 februari 1982 i Tallinn, är en estländsk fotbollsspelare som gjort 106 landskamper för Estlands landslag. Dmitrijev har under karriären vunnit den estländska ligan sex gånger, fem med Levadia Tallinn och en gång med FCI Tallinn. Han har även spelat i bland annat Hønefoss BK.

## Meriter
Levadia Tallinn
- Meistriliiga: 2004, 2006, 2007, 2013, 2014
- Estländska cupen: 2004, 2005, 2007, 2014

FCI Tallinn
- Meistriliiga: 2016